# وليد بوضياف
وليد بوضياف غوّاص تّونسيّ تحصّل على الميداليّة الذهبيّة في بطولة العالم 21 للغوص الحرّ (AIDA 2022) التي جرت في جزيرة رواتان بالهندوراس
وتألق وليد بقطع عمق 116 متر من الغوص الحرّ في 3 دقائق و54 ثانية فقط. وكانت لوليد بوضياف مناسبات سابقة لرفع الراية التونسية في مسابقات عالمية حيث سجل رقما قياسيا عالميا في جانفي 2021 بمصر للغوص الحرّ poids variable عند وصوله إلى عمق 150 متر في مياه شرم الشيخ، وتحصل كذلك على عديد من الميداليات في بطولات عالمية وقارية من عديد الأشكال.